# Stichopogon pritchardi
Stichopogon pritchardi är en tvåvingeart som beskrevs av Stanley Willard Bromley 1951. Stichopogon pritchardi ingår i släktet Stichopogon och familjen rovflugor. Inga underarter finns listade i Catalogue of Life.